# 岩田壮平
岩田 壮平（いわた そうへい、1978年 - ）は、日本画家。武蔵野美術大学で教授を勤めている。
東海理化電機製作所創立者の一人、岩田由雄は祖父。加藤由雄は祖母の次兄。

## 略歴
1978年に愛知県名古屋市に生まれる。
1981年から1995年まで華道の池坊に入門している。
2000年に金沢美術工芸大学美術工芸学部美術科で日本画専攻し、卒業する。卒業制作は大学買上となった。2002年には金沢美術工芸大学大学院美術工芸研究科絵画専攻（日本画）を修了。
多摩美術大学（2013年 - 2015年）、佐賀大学（2016年 - ）、金沢美術工芸大学（2016年 - ）で非常勤講師を務めている。

## 賞歴
- 2005年 日展特選[2]
- 2008年 第7回菅楯彦大賞展大賞[2]
- 2015年 第6回東山魁夷記念 日経日本画大賞[3]
- 2021年 日展会員賞

## 一族
祖母の従兄弟に第一生命元会長の塚本亮一がいる。父方の伯母はスズキ株式会社創業家から嫁いでおり、母方の従兄弟には日本中央競馬会創立者の安田伊左衛門 家（本家）がある。